# MWA世界ヘビー級王座
MWA世界ヘビー級王座（MWAせかいヘビーきゅうおうざ、MWA World Heavyweight Championship）は、2つの地区が認定していたプロレスの王座。
1. カンザス州カンザスシティに本拠を置きオーヴィル・ブラウンが率いるMidwest Wrestling Association（中西部レスリング協会）が1940年代に認定していた。
2. オハイオ州コロンバスに本拠を置きアル・ハフトが率いるMidwest Wrestling Association（中西部レスリング協会）が1930年代から1940年代に認定していた。

MWA世界ヘビー級王座（カンザス版）は、National Wrestling Alliance（全米レスリング連合）の世界ヘビー級王座の前身王座で初期版世界ヘビー級王座の後継王座。1940年1月に創設されてボビー・ブランズが載冠したとされるが前身の経緯が以下の通りある。
時期は不明であるが1930年代にオーヴィル・ブラウンは4度の世界ヘビー級王者に載冠しているエド・ルイスと対戦してカンザス・ヘビー級王座を獲得。
1933年11月8日、ブラウンはミズーリ州セントルイスでチーフ・チューチキを7分で破った。
1934年4月11日、ミズーリ州セントルイスでジョージ・ザハリアスと戦い、5月16日にレイ・スティールと戦い30分の時間切れで引き分けた。
1936年5月29日、ヒューストン・ポストによると、ブラウンの相手はジム・ロンドスが彼がこれまでに直面した最強の格闘家として指定されて、「数日前」にミシガン州デトロイトで対戦して2時間の引き分けたとされる。9月21日、ブラウンは全米レスリング協会のメンバーによって、テキサス州ヒューストンで開催された世界ヘビー級選手権候補上位20人の内の1人に選出された。
1937年6月1日、ブランズはオハイオ州クリーブランドの公会堂で世界王者のエベレット・マーシャルに挑戦したが、試合は44:48にブランズがのばされて、そのまま回復せず試合終了して獲得に失敗。9月、ジョン・ペセクが保持していたロンドスの全国レスリング協会認定世界王座を獲得。10月28日、ブラウンはオハイオ州コロンバスで、世界選手権者の1人として認定されていたエベレット・マーシャルとの大一番に敗北。この試合で収容観客は10,000人が集まり集客記録を樹立。彼は攻略を失敗し続けたが、12月16日の3回目の試合ではマーシャルと引き分けた。
1938年1月1日、ブラウンはもう1人の選手権者であるペセクと対戦して90分引き分けた。8月17日、ペセクは世界ヘビー級王座（旧NWA版）を剥奪されて、代わりにすぐマーシャルが保持していた古いタイトルをMWA世界ヘビー級王座として授与された。
1939年11月10日、ブランズはコネチカット州ブリッジポートでモーリス・ボイヤーを世界ライトヘビー級選手権試合（ジャック・フェファー・バージョン）で破った。試合終了後、世界ヘビー級王者に認定された。1940年1月以降、カンザス州カンザスシティでも認定されて選手権が発足する。

1948年10月、王座はMWAがに新しく結成されたNWAに加わり、MWA世界ヘビー級王者のブラウンが初代NWA世界ヘビー級王者として認定されるまで続けた。

## タイトル履歴

### カンザス版
| No. | Champion                     | Reign | Date           | Days held                           | Event                    | Location                 | Notes                                                                                |
| --- | ---------------------------- | ----- | -------------- | ----------------------------------- | ------------------------ | ------------------------ | ------------------------------------------------------------------------------------ |
| 1 | ボビー・ブランズ             | 1     | 1940年1月18日  | 0                                   | ライブイベント           | カンザス州カンザスシティ | 候補者仲間であるオーヴィル・ブラウンを破って獲得。                                   |
| 2 | オーヴィル・ブラウン         | 1     | 1940年6月13日  | 0                                   | ライブイベント           | カンザス州カンザスシティ |                                                                                      |
| 3 | リー・ウィッコフ             | 1     | 1941年4月17日  | 0                                   | ライブイベント           | カンザス州カンザスシティ | [ 5 ]                                                                                |
| 4 | オーヴィル・ブラウン         | 2     | 1941年10月16日 | 0                                   | ライブイベント           | カンザス州カンザスシティ |                                                                                      |
| 5 | トム・ザハリアス             | 1     | 1942年3月5日   | 0                                   | ライブイベント           | カンザス州カンザスシティ | 1本目でブラウンを破るが午前0時で時間切れ引き分け。1942年3月19日に王者に認定。        |
| 6 | オーヴィル・ブラウン         | 3     | 1942年6月25日  | 0                                   | ライブイベント           | カンザス州カンザスシティ | 1942年11月5日にエド・ルイスがブラウンをめぐって争われた王座決定戦で勝ち取る。        |
| 7 | エド・ルイス                 | 1     | 1942年11月26日 | 0                                   | ライブイベント           | カンザス州カンザスシティ | 再戦でブラウンを破った。                                                             |
| 8 | リー・ウィッコフ             | 2     | 1943年1月14日  | 0                                   | ライブイベント           | カンザス州カンザスシティ | [ 6 ]                                                                                |
| 9 | オーヴィル・ブラウン         | 4     | 1943年2月18日  | Template:Age in days nts [ Note 1 ] | ライブイベント           | カンザス州カンザスシティ |                                                                                      |
| 10 | リー・ウィッコフ             | 3     | 1943年5月      | Template:Age in days nts [ Note 2 ] | ライブイベント           | カンザス州バートン       |                                                                                      |
| 11 | オーヴィル・ブラウン         | 5     | 1943年6月17日  | 0                                   | ライブイベント           | カンザス州カンザスシティ |                                                                                      |
| 12 | スウェディッシュ・エンジェル | 1     | 1943年12月3日  | 0                                   | ライブイベント           | カンザス州カンザスシティ | ブラウンに2本ストレート勝ちを収めるが2本目が反則だったため、王座移動はなしであった。 |
| 13 | オーヴィル・ブラウン         | 6     | 1943年12月9日  | 0                                   | ライブイベント           | カンザス州カンザスシティ |                                                                                      |
| 1944年4月27日にカンザス州カンザスシティで行われたワンフォールマッチで、ブラウンはデーブ・レヴィンに破れて獲得。しかし、ブラウンは3本勝負の2本目で引き分けであったとして州体育協会に抗議をして翌週の再戦が決定。 |                              |       |                |                                     |                          |                          |                                                                                      |
| 14 | デーヴ・レビン               | 1     | 1944年5月4日   | 0                                   | ライブイベント           | カンザス州カンザスシティ | 再戦でブラウンを破った。今度は2本とも勝ちを収めて改めて王者に認定。                  |
| 15 | リー・ウィッコフ             | 4     | 1944年6月29日  | 0                                   | ライブイベント           | カンザス州トピカ         | [ 7 ]                                                                                |
| 16 | オーヴィル・ブラウン         | 7     | 1944年8月16日  | 0                                   | ライブイベント           | カンザス州トピカ         |                                                                                      |
| 17 | ボビー・ブランズ             | 2     | 1946年6月20日  | 0                                   | ライブイベント           | カンザス州カンザスシティ |                                                                                      |
| 18 | オーヴィル・ブラウン         | 8     | 1946年8月8日   | 0                                   | ライブイベント           | カンザス州カンザスシティ |                                                                                      |
| 19 | ヴィック・クリスティ         | 1     | 1947年3月14日  | 0                                   | ライブイベント           | ミズーリ州セントジョセフ |                                                                                      |
| 20 | ロイ・グラハム               | 1     | 1947年3月30日  | 0                                   | ライブイベント           | ミズーリ州セントジョセフ |                                                                                      |
| 21 | オーヴィル・ブラウン         | 9     | 1947年4月10日  | 0                                   | ライブイベント           | カンザス州カンザスシティ |                                                                                      |
| 22 | タグ・カールソン             | 1     | 1947年12月19日 | 0                                   | ライブイベント           | ミズーリ州セントジョセフ |                                                                                      |
| 23 | オーヴィル・ブラウン         | 10    | 1947年12月26日 | 0                                   | ライブイベント           | ミズーリ州セントジョセフ |                                                                                      |
| 24 | ボビー・ブランズ             | 3     | 1948年4月29日  | 0                                   | ライブイベント           | カンザス州カンザスシティ | 反則勝ちにより獲得。しかし、ブラウンが抗議して王座預かりになった。                   |
| 25 | オーヴィル・ブラウン         | 11    | 1948年5月4日   | Template:Age in days nts [ Note 3 ] | カンザス州カンザスシティ | ライブイベント           | 再戦でブランズを破った。                                                             |
| 1948年10月にMWAは新興団体のNWAに参加して合併。NWAはブラウンを初代王者に認定。 |                              |       |                |                                     |                          |                          |                                                                                      |

### オハイオ版
| No. | Champion               | Reign | Date           | Days held | Event          | Location                   | Notes |
| --- | ---------------------- | ----- | -------------- | --------- | -------------- | -------------------------- | --- |
| 1 | ジョン・ペセク         |       | 1931年3月26日  | 0         | ライブイベント | オハイオ州コロンバス       | |
| マリン・プレスティナを破って獲得。1932年1月1日にペゼックはコロンバスでジョー・ステッカーを破って王者を主張。4月11日にカンサス版王者のエベレット・マーシャルと王座統一戦を行ってノーコンテストに終わる。1932年5月16日にマーシャルを破ってセントラルステーツ王座と王座統一。後にジム・ロンドス派に移籍のため返上。 |                        |       |                |           |                |                            | |
| | エベレット・マーシャル |       | 1935年7月3日   | 0         | ライブイベント |                            | コロラド州版王者として認定を受けるが後にMWAからも王者に認定。1936年6月26日にオハイオ州コロンバスで王者を主張していたアリ・ババも破る。                    |
| | レイ・スティール       |       | 1937年2月5日   | 0         | ライブイベント | オハイオ州コロンバス       | 反則勝ちでスティールが王者を主張したがイリノイ、インディアナ、カンザスの3州ではマーシャルが引き続き王者に認定。                                           |
| | エベレット・マーシャル |       | 1937年3月11日  | 0         | ライブイベント |                            | スティールが交通事故で負傷して再び王者に認定。 |
| | ルー・テーズ           |       | 1937年12月29日 | 0         | ライブイベント | ミズーリ州セントルイス     | 1938年1月25日に剥奪されて空位となっていたAWA世界ヘビー級王座（ボストン版）も授与される。                                                                  |
| | スティーブ・ケーシー   |       | 1938年2月11日  | 0         | ライブイベント | マサチューセッツ州ボストン | MWAとAWAの二冠が掛けられて両王座を獲得。 |
| 1938年9月にケーシーがアイルランド滞在中に適格な挑戦者との試合を退けたということを理由にMWA王座を剥奪。AWAは引き続き王者に認定。 |                        |       |                |           |                |                            | |
| | ジョン・ペセク         |       | 1938年10月17日 | 0         | ライブイベント |                            | 1938年8月16日に旧王座をペセクは剥奪。1938年9月に開催された旧NWA年次総会でエベレット・マーシャルを王者に認定。一方で、この決定を受けてペセクを王者に認定。 |
| 1940年6月21日にタイトルマッチを行わないことを理由にMWAから剥奪。 |                        |       |                |           |                |                            | |
| | オービル・ブラウン     |       | 1940年6月27日  | 0         | ライブイベント | オハイオ州コロンバス       | 王座決定戦でディック・シカットを破る。 |
| | エド・ルイス           |       | 1942年12月3日  | 0         | ライブイベント | オハイオ州コロンバス       | |
| | ジョン・ペセク         |       | 1943年1月28日  | 0         | ライブイベント | オハイオ州コロンバス       | 1948年に新NWAに参加のため停止。 |
| | チーフ・ドン・イーグル |       | 1950年5月23日  | 0         | ライブイベント | オハイオ州クリーブランド   | 記録はフランク・セクストンを破ったAWA世界ヘビー級王座（ボストン版）の獲得であったが系譜に載っている場合がある。                                           |

### 一般的な参考資料
- Royal Duncan & Gary Will (2006). “(Missouri) World Heavyweight Title”. Wrestling Title Histories (4th ed.). Archeus Communications. pp. 255. ISBN 0-9698161-5-4
- “Midwest Wrestling Association World Heavyweight Championship [Kansas]”.   wrestling-titles.com. 2015年3月24日閲覧。

### 特定の参考文献
1. ↑  “Orville Brown - biography”. Puroresu Dojo. 2008年8月3日閲覧。
2. ↑  Duncan, Royal and Gary Will (2006). Wrestling Title Histories, Fourth Edition. Archeus Communications. ISBN 0-9698161-5-4
3. ↑  “M.W.A. World Heavyweight Title (Kansas City)”. Puroresu Dojo. 2008年8月3日閲覧。
4. ↑  Hoops (2019年1月19日). “Pro wrestling history (01/19): Ric Flair wins WWF title in 1992 Royal Rumble”. Wrestling Observer Figure Four Online. 2019年1月18日閲覧。
5. ↑  Hoops (2020年4月17日). “Daily pro wrestling (04/17): WCW Spring Stampede 1994”. Wrestling Observer Newsletter. 2020年4月17日閲覧。
6. ↑  Hoops (2019年1月14日). “Pro wrestling history (01/14): Christian wins NWA World Title”. Wrestling Observer Figure Four Online. 2019年1月18日閲覧。
7. ↑  Hoops (2015年6月29日). “On this day in pro wrestling history: 2nd Steve Austin WWE title reign begins, infamous Stan Hansen AWA title belt stripping story”.   Wrestling Observer Figure Four Online. 2017年2月19日閲覧。